# سيبوسيسو نتولي
سيبوسيسو نتولي (بالإنجليزية: Sibusiso Ntuli)‏ هو لاعب كرة قدم جنوب أفريقي في مركز الوسط، ولد في 10 أكتوبر 1988 في Umlazi ‏ في جنوب أفريقيا. شارك مع منتخب جنوب أفريقيا تحت 20 سنة لكرة القدم. أما مع النوادي، فقد لعب مع نادي أمازولو ونادي نيترا.